# Hajderovci
Hajderovci (cyr. Хајдеровци) – wieś w Bośni i Hercegowinie, w Republice Serbskiej, w gminie Kozarska Dubica. W 2013 roku liczyła 60 mieszkańców.